# 金川之森
金川之森是位於笛吹市的森林公園。
金川之森位於金川兩岸、可以在橋上行來往。也有甲斐國的遣跡。

## 遺跡
- 甲斐國分寺跡（右岸）
- 甲斐國分尼寺跡
- 甲斐國分寺
- 經塚古墳
- 四塚古墳（左岸）

## 娛樂場所
- 立體木造遊具群 ・右岸
- 玩水的廣場
- 人造池・因為住著鯉魚,所以可以餵食。
- 服務中心
- 駐車場
- 租借單車服務中心(公園有單車道)・左岸
- 變形單車交通公園·左岸

## 商業地
- IT’S MORE一宮店(食料品・小物)
- 巴米揚(BAMIYAN・中華料理屋）
- 鐵屋(KUROGANEYA・家居裝修店）
- 数寄屋(SUKIYA・牛丼屋)
- SUN DRUG(藥房）
- 道之驛（記念品店）
- 羅森（便利店）

## 森林施設
- 木漏日之森（透過高速公路的橋下・右岸)
- 團栗之（右岸・有公園主要施設）
- 運動之森（左岸・有交通公園等）
- 櫻之森（右岸・商業區附近）
- 兜蟲之森（左岸・坪井工業團地附近）
- 觸會之森（右岸）

## 交通訪問
- 從來石和・春日居溫泉鄉步行約十五分鐘
- 從來石和溫泉單車約十分鐘
- 從來石和溫泉站租車約十五分鐘
- 乘坐中央自動車道,在一宮御坂IC下車。 笛吹市區方向。 在“白バイ訓練所前“右轉。 約3分鐘
- 從來中央自動車高速巴士（一宮站／甲斐一宮站）步行約二十分鐘